# Hernaldo Pinto Farias
Dom Hernaldo Pinto Farias, S.S.S. (Vitória da Conquista, 24 de junho de 1964) é um bispo católico brasileiro e Bispo da Diocese de Bonfim.

## Formação
É bacharel em Teologia pelo Instituto Teológico São Paulo, ITESP, e licenciado em Filosofia pela Faculdade de Filosofia, Ciências e Letras das Faculdades Associadas do Ipiranga, em São Paulo. Possui Mestrado em Teologia Dogmática pela Pontifícia Faculdade de Teologia Nossa Senhora da Assunção e em Sagrada Liturgia pelo Pontifício Ateneu Santo Anselmo de Roma. Também é Doutor em Sagrada Liturgia pelo Pontifício Ateneu Santo Anselmo de Roma. Desde 1996 Dom Hernaldo é membro do Centro de Liturgia dom Clemente Isnard. Atualmente também é membro da Associação dos Liturgistas do Brasil (ASLI) e professor do curso de atualização e especialização nordestão de liturgia, em Crato (CE). Além dessas funções, é coordenador do curso de pós-graduação em Espaço Litúrgico e Arte Sacra do Centro de Liturgia Dom Clemente Isnard e membro da Comissão Internacional de Finanças da Congregação do Santíssimo Sacramento junto à Cúria Geral.

## CNBB
Em 26 de abril de 2023, durante a 60° Assembleia Geral da Conferência Nacional dos Bispos do Brasil, foi eleito Presidente da Comissão Episcopal para a Liturgia da CNBB, durante o período de 2023-2027.